# فرانكو بينديتي
فرانكو بينديتي (بالإيطالية: Franco Benedetti)‏ هو مصارع رياضي إيطالي، ولد في 30 أكتوبر 1932 في فاينزا في إيطاليا.

## وصلات خارجية
- فرانكو بينديتي على موقع قاعدة بيانات المصارعة الدولية (الإنجليزية)
- فرانكو بينديتي على موقع اللجنة الأولمبية الدولية (الإنجليزية)
- فرانكو بينديتي على موقع أوليمبيديا (الإنجليزية)